# Robert Zabica
Robert Zabica (Spearwood, 9 aprile 1964) è un ex calciatore australiano di origine croata.
Zabica ha giocato come portiere. Ha rappresentato la Nazionale australiana per 28 volte e ha anche disputato alcune partite la selezione del Australia Occidentale.

## Carriera
Zabica ha iniziato la sua carriera con il Cockburn City poi è passato all'Adelaide City dove è rimasto per sette stagioni, vincendo la National Soccer League nel 1992 e nel 1994. Ha giocato per la Nazionale australiana le qualificazioni ai Mondiali del 1994, dove l'Australia perse i play-off con l'Argentina. Un infortunio al ginocchio l'ha costretto a ritirarsi dalla Nazionale, ma ha continuato lo stesso a giocare. Nel 1995 con il Dalmatinac ha vinto la Coppa D'Orsogna. Fece il suo debutto con la Nazionale del suo Stato a 31 anni, battendo il West Ham nel 1995, poi giocò altri cinque match. È tornato nella massima serie australiana nel 1997, facendo sette apparizioni con i Perth Glory arrivando così a 202 presenze nella massima serie australiana. Ha giocato tre partite con il Bradford City (1997), poi è tornato a giocare con i Perth Glory, poi con il Bayswater City, l'Inglewood United e il Fremantle City.

## Palmarès

### Club
- Campionato australiano: 2

Adelaide City: 1991/1992, 1993/1994